# Alpiner Nor-Am Cup 2016/17
Die Saison 2016/17 des Alpinen Nor-Am Cups begann am 7. Dezember 2016 in Lake Louise und endete am 23. März 2016 in Sugarloaf. Bei den Herren und den Damen waren je 29 Rennen geplant.
Die Tabellen zeigen die fünf Bestplatzierten in der Gesamtwertung und in jeder Disziplinwertung sowie die drei besten Fahrer jedes Rennens.

## Herren

### Gesamtwertung
| Rang | Name            | Land               | Punkte |
| ---- | --------------- | ------------------ | ------ |
| 1    | Phil Brown      | Kanada             | 892    |
| 2    | Nicholas Krause | Vereinigte Staaten | 795    |
| 3    | James Crawford  | Kanada             | 787    |
| 4    | Kipling Weisel  | Vereinigte Staaten | 761    |
| 5    | Hig Roberts     | Vereinigte Staaten | 742    |

### Abfahrt
| Rang | Name               | Land               | Punkte |
| ---- | ------------------ | ------------------ | ------ |
| 1    | Tyler Werry        | Kanada             | 330    |
| 2    | Broderick Thompson | Kanada             | 262    |
| 3    | Nicholas Krause    | Vereinigte Staaten | 226    |
| 4    | Sam Morse          | Vereinigte Staaten | 189    |
| 5    | Kipling Weisel     | Vereinigte Staaten | 177    |

### Super-G
| Rang | Name               | Land               | Punkte |
| ---- | ------------------ | ------------------ | ------ |
| 1    | Brodie Seger       | Kanada             | 281    |
| 2    | James Crawford     | Kanada             | 275    |
| 3    | Kipling Weisel     | Vereinigte Staaten | 259    |
| 4    | Nicholas Krause    | Vereinigte Staaten | 209    |
| 5    | Broderick Thompson | Kanada             | 205    |

### Riesenslalom
| Rang | Name                 | Land               | Punkte |
| ---- | -------------------- | ------------------ | ------ |
| 1    | Phil Brown           | Kanada             | 491    |
| 2    | Trevor Philp         | Kanada             | 340    |
| 3    | Nicholas Krause      | Vereinigte Staaten | 315    |
| 4    | Hig Roberts          | Vereinigte Staaten | 292    |
| 5    | Kieffer Christianson | Vereinigte Staaten | 280    |

### Slalom
| Rang | Name           | Land               | Punkte |
| ---- | -------------- | ------------------ | ------ |
| 1    | David Ketterer | Deutschland        | 620    |
| 2    | Phil Brown     | Kanada             | 345    |
| 3    | Hig Roberts    | Vereinigte Staaten | 300    |
| 4    | Mark Engel     | Vereinigte Staaten | 219    |
| 5    | Jeffrey Read   | Kanada             | 208    |

### Kombination
| Rang | Name                 | Land               | Punkte |
| ---- | -------------------- | ------------------ | ------ |
| 1    | Kipling Weisel       | Vereinigte Staaten | 150    |
| 2    | River Radamus        | Vereinigte Staaten | 126    |
| 3    | Tyler Werry          | Kanada             | 124    |
| 4    | Sam Mulligan         | Kanada             | 123    |
| 5    | Kieffer Christianson | Vereinigte Staaten | 111    |

### Podestplätze
Disziplinen:
- DH = Abfahrt
- SG = Super-G
- GS = Riesenslalom
- SL = Slalom
- KB = Kombination

| Datum      | Ort               | Dis. | 1. Platz                   | 2. Platz                   | 3. Platz                  |
| ---------- | ----------------- | ---- | -------------------------- | -------------------------- | ------------------------- |
| 07.12.2016 | Lake Louise       | DH   | Nicholas Krause (USA)      | Tyler Werry (CAN)          | Broderick Thompson (CAN)  |
| 08.12.2016 | Lake Louise       | DH   | Tyler Werry (CAN)          | Broderick Thompson (CAN)   | Felix Monsén (SWE)        |
| 11.12.2016 | Panorama          | SG   | Joan Verdú (AND)           | Brodie Seger (CAN)         | James Crawford (CAN)      |
| 12.12.2016 | Panorama          | SG   | Joan Verdú (AND)           | Brodie Seger (CAN)         | Adam Barwood (NZL)        |
| 13.12.2016 | Panorama          | KB   | Kieffer Christianson (USA) | River Radamus (USA)        | James Crawford (CAN)      |
| 14.12.2016 | Panorama          | GS   | Phil Brown (CAN)           | Kieffer Christianson (USA) | William St-Germain (CAN)  |
| 15.12.2016 | Panorama          | GS   | Phil Brown (CAN)           | Kieffer Christianson (USA) | Hig Roberts (USA)         |
| 17.12.2016 | Panorama          | SL   | Hig Roberts (USA)          | Phil Brown (CAN)           | David Ketterer (GER)      |
| 18.12.2016 | Panorama          | SL   | David Ketterer (GER)       | Phil Brown (CAN)           | Hig Roberts (USA)         |
| 02.01.2017 | Stowe             | GS   | Nicholas Krause (USA)      | Phil Brown (CAN)           | Dustin Cook (USA)         |
| 03.01.2017 | Stowe             | SL   | David Ketterer (GER)       | Hig Roberts (USA)          | William St-Germain (CAN)  |
| 04.01.2017 | Stowe             | SL   | Jett Seymour (USA)         | Garret Driller (USA)       | Sandy Vietze (USA)        |
| 05.01.2017 | Stowe             | GS   | Hig Roberts (USA)          | Nicholas Krause (USA)      | Erik Arvidsson (USA)      |
| 01.02.2017 | Copper Mountain   | GS   | Erik Read (CAN)            | Trevor Philp (CAN)         | Dominic Demschar (AUS)    |
| 02.02.2017 | Copper Mountain   | GS   | Trevor Philp (CAN)         | Phil Brown (CAN)           | George Steffey (USA)      |
| 03.02.2017 | Vail              | SL   | David Ketterer (GER)       | Trevor Philp (CAN)         | Erik Read (CAN)           |
| 04.02.2017 | Vail              | SL   | Mark Engel (USA)           | Phil Brown (CAN)           | David Ketterer (GER)      |
| 06.02.2017 | Copper Mountain   | DH   | Broderick Thompson (CAN)   | Sam Morse (USA)            | Kipling Weisel (USA)      |
| 06.02.2017 | Copper Mountain   | DH   | Tyler Werry (CAN)          | Sam Morse (USA)            | Andreas Romar (FIN)       |
| 09.02.2017 | Copper Mountain   | SG   | Nicholas Krause (USA)      | Broderick Thompson (CAN)   | Drew Duffy (USA)          |
| 10.02.2017 | Copper Mountain   | SG   | Nicholas Krause (USA)      | Broderick Thompson (CAN)   | Kipling Weisel (USA)      |
| 11.02.2017 | Copper Mountain   | KB   | Tyler Werry (CAN)          | Kipling Weisel (USA)       | Hig Roberts (USA)         |
| 17.02.2017 | Mont Sainte-Marie | GS   | Tim Jitloff (USA)          | Ryan Cochran-Siegle (USA)  | Trevor Philp (CAN)        |
| 18.02.2017 | Mont Sainte-Marie | GS   | Trevor Philp (CAN)         | Tim Jitloff (USA)          | James Crawford (CAN)      |
| 19.02.2017 | Mont Sainte-Marie | SL   | David Ketterer (GER)       | Trevor Philp (CAN)         | Mark Engel (USA)          |
| 20.02.2017 | Mont Sainte-Marie | SL   | David Ketterer (GER)       | AJ Ginnis (USA)            | Erik Read (CAN)           |
| 22.03.2017 | Sugarloaf         | SG   | Erik Arvidsson (USA)       | Jared Goldberg (USA)       | Brodie Seger (CAN)        |
| 22.03.2017 | Sugarloaf         | KB   | Sam Mulligan (CAN)         | Trevor Philp (CAN)         | Kipling Weisel (USA)      |
| 23.03.2017 | Sugarloaf         | SG   | Kipling Weisel (USA)       | Jared Goldberg (USA)       | Ryan Cochran-Siegle (USA) |

## Damen

### Gesamtwertung
| Rang | Name                  | Land               | Punkte |
| ---- | --------------------- | ------------------ | ------ |
| 1    | Ali Nullmeyer         | Kanada             | 1298   |
| 2    | Nina O’Brien          | Vereinigte Staaten | 1122   |
| 3    | Tricia Mangan         | Vereinigte Staaten | 0876   |
| 4    | Stefanie Fleckenstein | Kanada             | 0817   |
| 5    | Amelia Smart          | Kanada             | 0784   |

### Abfahrt
| Rang | Name                  | Land               | Punkte |
| ---- | --------------------- | ------------------ | ------ |
| 1    | Alice Merryweather    | Vereinigte Staaten | 280    |
| 2    | Stefanie Fleckenstein | Kanada             | 242    |
| 3    | Alice McKennis        | Vereinigte Staaten | 200    |
| 4    | Georgia Willinger     | Neuseeland         | 196    |
| 5    | Anna Marno            | Vereinigte Staaten | 160    |

### Super-G
| Rang | Name                  | Land               | Punkte |
| ---- | --------------------- | ------------------ | ------ |
| 1    | Tricia Mangan         | Vereinigte Staaten | 383    |
| 2    | Nina O’Brien          | Vereinigte Staaten | 294    |
| 3    | Alice Merryweather    | Vereinigte Staaten | 285    |
| 4    | Stefanie Fleckenstein | Kanada             | 217    |
| 5    | Alice McKennis        | Vereinigte Staaten | 203    |

### Riesenslalom
| Rang | Name             | Land               | Punkte |
| ---- | ---------------- | ------------------ | ------ |
| 1    | Amelia Smart     | Kanada             | 409    |
| 2    | Ali Nullmeyer    | Kanada             | 378    |
| 3    | Foreste Peterson | Vereinigte Staaten | 362    |
| 4    | Nina O’Brien     | Vereinigte Staaten | 324    |
| 5    | Megan McJames    | Vereinigte Staaten | 300    |

### Slalom
| Rang | Name                | Land               | Punkte |
| ---- | ------------------- | ------------------ | ------ |
| 1    | Ali Nullmeyer       | Kanada             | 720    |
| 2    | Laurence St-Germain | Kanada             | 285    |
| 3    | Nina O’Brien        | Vereinigte Staaten | 266    |
| 4    | Paula Moltzan       | Vereinigte Staaten | 230    |
| 5    | Julia Ford          | Vereinigte Staaten | 223    |

### Kombination
| Rang | Name                  | Land               | Punkte |
| ---- | --------------------- | ------------------ | ------ |
| 1    | Tricia Mangan         | Vereinigte Staaten | 190    |
| 1    | Nina O’Brien          | Vereinigte Staaten | 190    |
| 3    | Amelia Smart          | Kanada             | 150    |
| 4    | Ali Nullmeyer         | Kanada             | 140    |
| 5    | Stefanie Fleckenstein | Kanada             | 116    |

### Podestplätze
Disziplinen:
- DH = Abfahrt
- SG = Super-G
- GS = Riesenslalom
- SL = Slalom
- KB = Kombination

| Datum      | Ort             | Dis. | 1. Platz                    | 2. Platz                    | 3. Platz                    |
| ---------- | --------------- | ---- | --------------------------- | --------------------------- | --------------------------- |
| 07.12.2016 | Lake Louise     | DH   | Stefanie Fleckenstein (CAN) | Alice Merryweather (USA)    | Georgia Willinger (NZL)     |
| 08.12.2016 | Lake Louise     | DH   | Georgia Willinger (NZL)     | Alice Merryweather (USA)    | Stefanie Fleckenstein (CAN) |
| 11.12.2016 | Panorama        | SG   | Maureen Lebel (USA)         | Tricia Mangan (USA)         | Alice Merryweather (USA)    |
| 13.12.2016 | Panorama        | SG   | Alice Merryweather (USA)    | Stefanie Fleckenstein (CAN) | Nina O’Brien (USA)          |
| 13.12.2016 | Panorama        | KB   | Amelia Smart (CAN)          | Stefanie Fleckenstein (CAN) | Ali Nullmeyer (CAN)         |
| 14.12.2016 | Panorama        | SL   | Erin Mielzynski (CAN)       | Ali Nullmeyer (CAN)         | Amelia Smart (CAN)          |
| 16.12.2016 | Panorama        | SL   | Erin Mielzynski (CAN)       | Ali Nullmeyer (CAN)         | Amelia Smart (CAN)          |
| 17.12.2016 | Panorama        | GS   | Erin Mielzynski (CAN)       | Leona Popović (CRO)         | Rachael Desrochers (USA)    |
| 18.12.2016 | Panorama        | GS   | Amelia Smart (CAN)          | Leona Popović (CRO)         | Erin Mielzynski (CAN)       |
| 02.01.2017 | Burke Mountain  | GS   | Paula Moltzan (USA)         | Foreste Peterson (USA)      | Amelia Smart (CAN)          |
| 03.01.2017 | Burke Mountain  | GS   | Ali Nullmeyer (CAN)         | Paula Moltzan (USA)         | Foreste Peterson (USA)      |
| 04.01.2017 | Burke Mountain  | SL   | Paula Moltzan (USA)         | Ali Nullmeyer (CAN)         | Tricia Mangan (USA)         |
| 05.01.2017 | Burke Mountain  | SL   | Ali Nullmeyer (CAN)         | Nina O’Brien                | Julia Ford (USA)            |
| 01.02.2017 | Vail            | SL   | Ali Nullmeyer (CAN)         | Lla Lapanja (USA)           | Laurence St-Germain (CAN)   |
| 02.02.2017 | Vail            | SL   | Ali Nullmeyer (CAN)         | Paula Moltzan (USA)         | Laurence St-Germain (CAN)   |
| 03.02.2017 | Copper Mountain | GS   | Megan McJames (USA)         | Amelia Smart (CAN)          | Foreste Peterson (USA)      |
| 04.02.2017 | Copper Mountain | GS   | Ali Nullmeyer (CAN)         | Amelia Smart (CAN)          | Megan McJames (USA)         |
| 06.02.2017 | Copper Mountain | DH   | Alice McKennis (USA)        | Anna Marno (USA)            | Alice Merryweather (USA)    |
| 06.02.2017 | Copper Mountain | DH   | Alice McKennis (USA)        | Anna Marno (USA)            | Alice Merryweather (USA)    |
| 09.02.2017 | Copper Mountain | SG   | Tricia Mangan (USA)         | Anna Marno (USA)            | Alice McKennis (USA)        |
| 10.02.2017 | Copper Mountain | KB   | Tricia Mangan (USA)         | Alice McKennis (USA)        | Roni Remme (CAN)            |
| 11.02.2017 | Copper Mountain | SG   | Nina O’Brien (USA)          | Tricia Mangan (USA)         | Anna Marno (USA)            |
| 17.02.2017 | Val-Saint-Côme  | SL   | Laurie Mougel (FRA)         | Ali Nullmeyer (CAN)         | Adriana Jelinkova (NED)     |
| 18.02.2017 | Val-Saint-Côme  | SL   | Ali Nullmeyer (CAN)         | Laurence St-Germain (CAN)   | Alex Tilley (GBR)           |
| 19.02.2017 | Mont Garceau    | GS   | Nina O’Brien (USA)          | Megan McJames (USA)         | Mikaela Tommy (CAN)         |
| 20.02.2017 | Mont Garceau    | GS   | Mikaela Tommy (CAN)         | Candace Crawford (CAN)      | Megan McJames (USA)         |
| 22.03.2017 | Sugarloaf       | KB   | Mikaela Tommy (CAN)         | Ali Nullmeyer (CAN)         | Tricia Mangan (USA)         |
| 22.03.2017 | Sugarloaf       | SG   | Stacey Cook (USA)           | Mikaela Tommy (CAN)         | Ali Nullmeyer (CAN)         |
| 23.03.2017 | Sugarloaf       | SG   | Megan McJames (USA)         | Stacey Cook (USA)           | Jacqueline Wiles (USA)      |